# Skansen

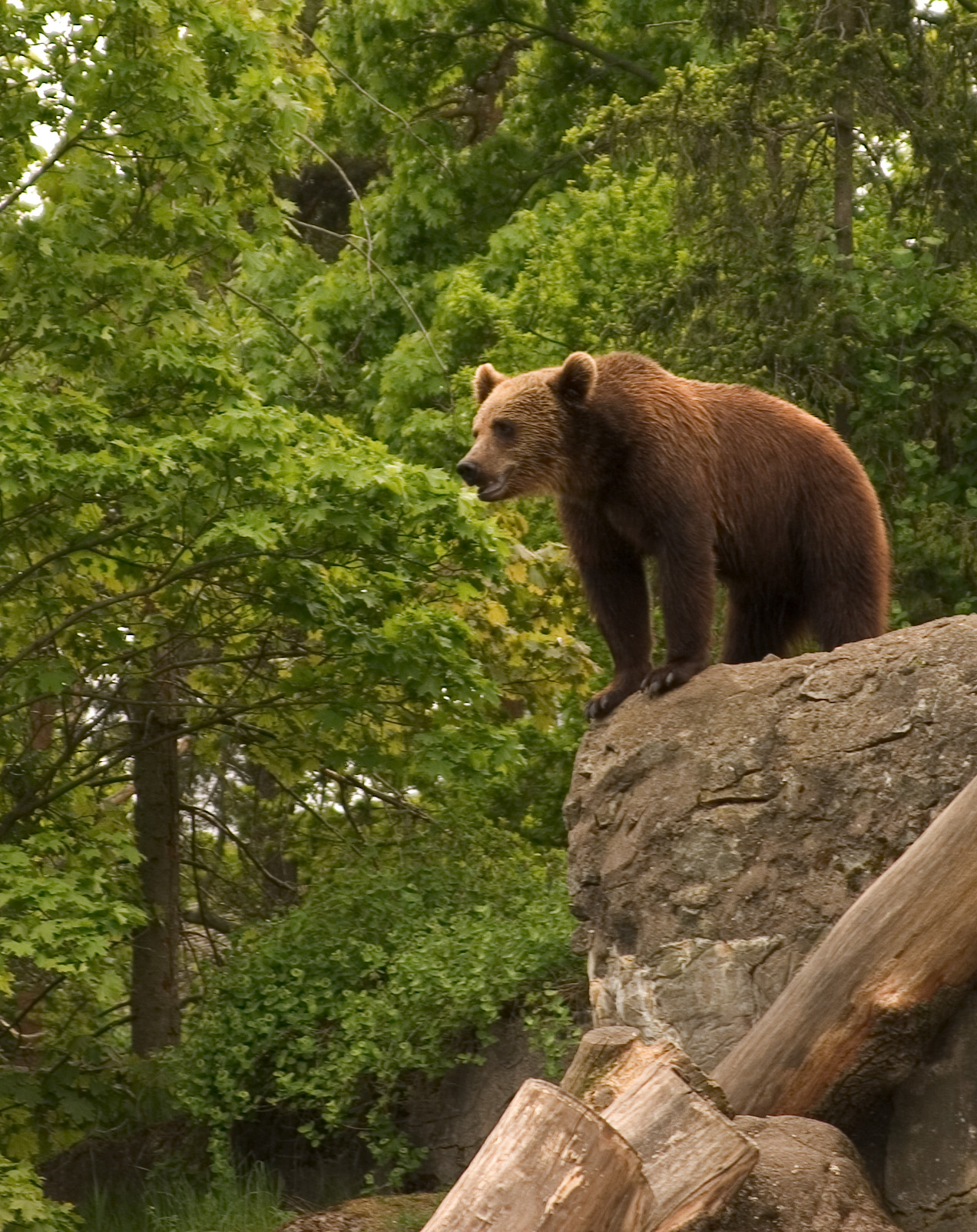
Un orso a Skansen

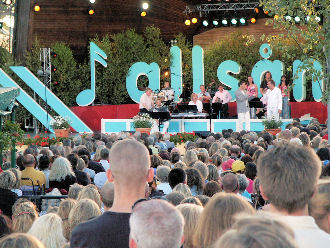
Allsång på Skansen ("Sing-along at Skansen") popolare evento musicale.

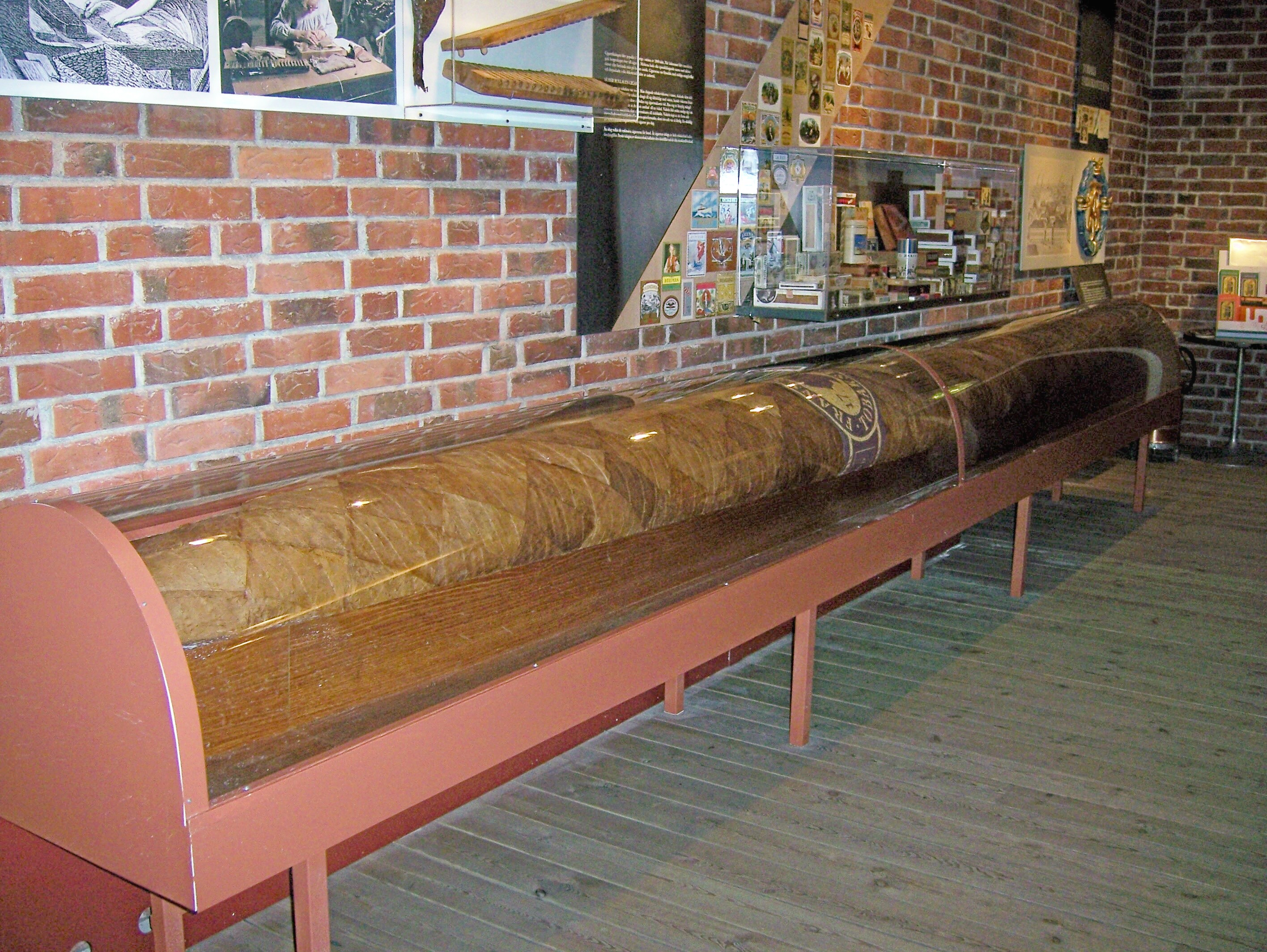
Il più grande sigaro di tabacco al Matchstick Museum

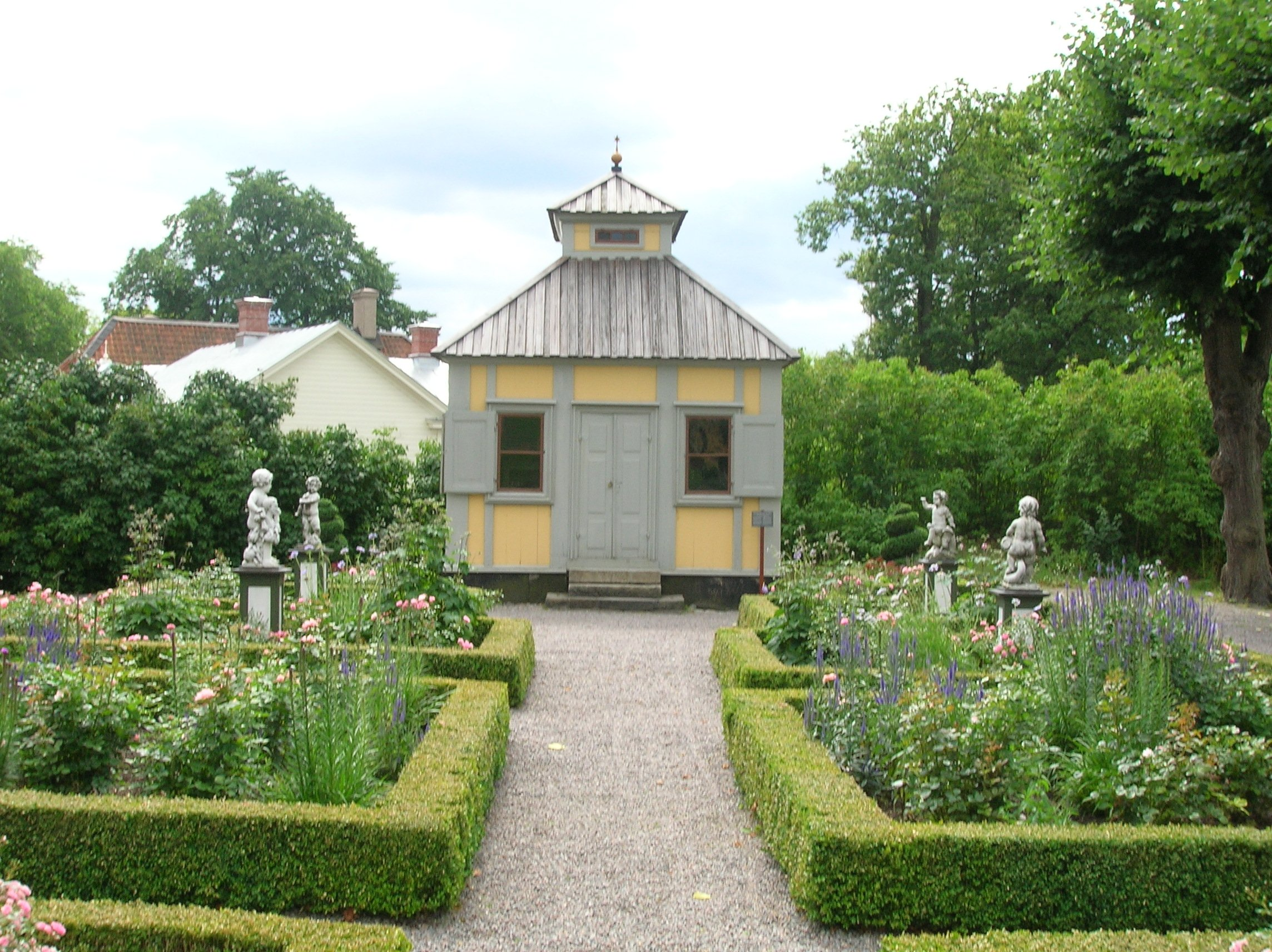
Summerhouse di Swedenborg.

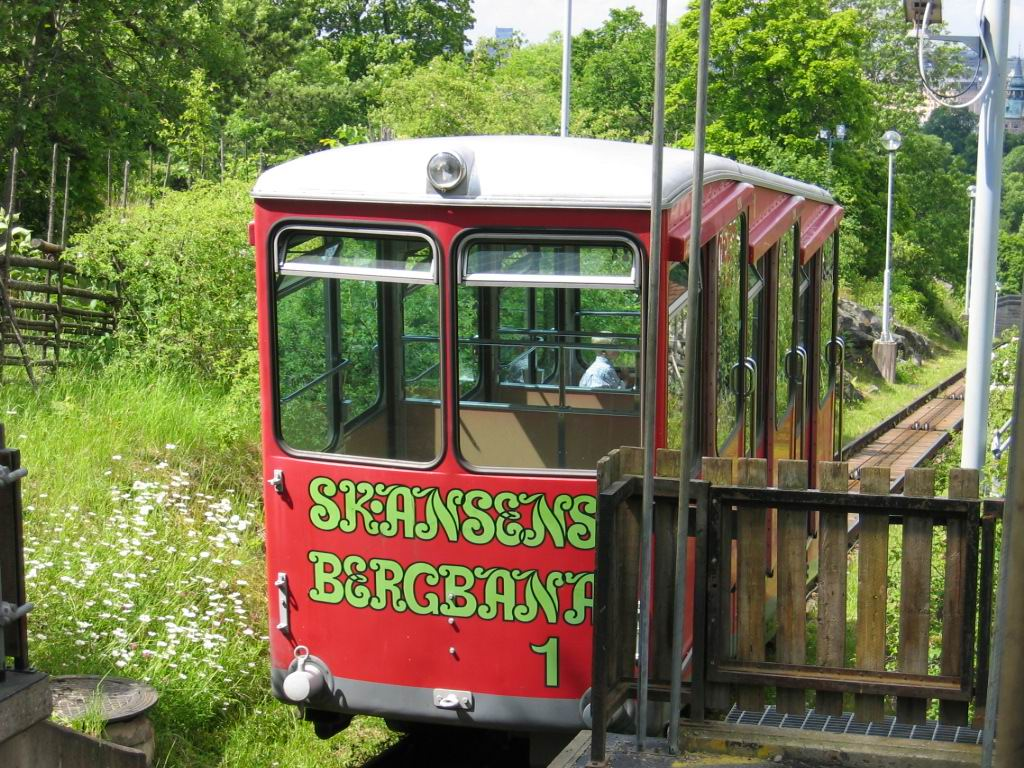
La funicolare "Skansen Bergbana".

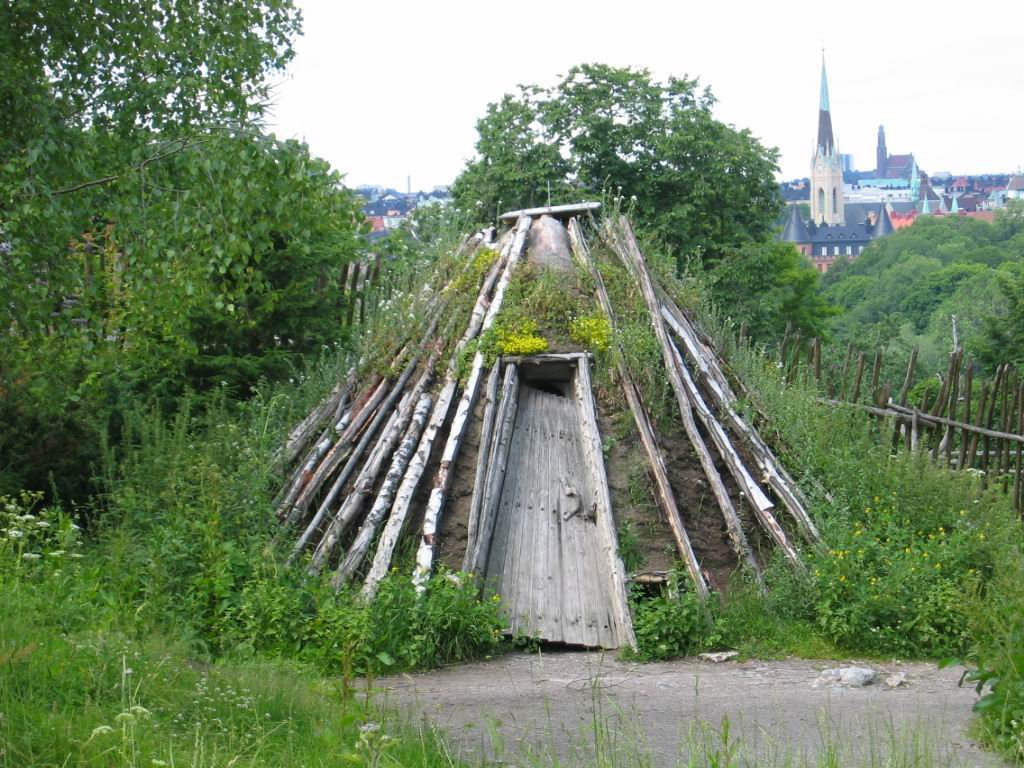
Tipica capanna sami.

Skansen è il primo dei musei all'aperto e il primo degli zoo svedesi. Si trova sull'isola di Djurgården situata a Stoccolma, la capitale del paese. È stato fondato nel 1891 da Artur Hazelius (1833-1901) per preservare e mostrare i costumi della provincia prima dell'era industriale.

## Storia
Il secolo XIX fu un periodo di grandi cambiamenti in tutta Europa e la Svezia non fece eccezioni. Il tipo di vita rurale lasciò il passo rapidamente a una società industrializzata e molti temevano che i diversi usi e le occupazioni tradizionali potessero andare perduti. Artur Hazelius che in precedenza aveva fondato il Nordic Museum sull'isola di Djurgården, vicino al centro di Stoccolma, si ispirò al Norsk Folkemuseum, un museo all'aperto fondato a Kristiania nel 1881 dal re Oscar II, che appunto creò il suo museo all'aperto sulla collina che domina l'isola. Skansen divenne un modello per i primi musei all'aperto in Scandinavia e per gli altri che vennero costruiti più tardi in altri paesi. Il nome "Skansen" è stato anche utilizzato come riferimento per altri musei all'aperto e collezioni di strutture storiche, in particolare nell'Europa centrale e nell'Europa dell'Est, ma anche negli Stati Uniti, per l'Old World Wisconsin e il Fairplay (Colorado). Skansen in origine faceva parte del Nordic Museum, ma divenne un organismo indipendente nel 1963. Gli oggetti "all'interno" degli edifici di Skansen sono ancora di proprietà del Nordic Museum.
Dopo molto viaggiare Hazelius acquistò circa 150 edifici in tutto il paese (oltre a un edificio nel Telemark in Norvegia) e trasportò pezzo per pezzo via mare al museo dove furono ricostruiti realizzando così un'immagine unica della Svezia tradizionale. Solo tre edifici del museo non sono originali ma copie minuziose di esemplari che egli aveva trovato. Tutte le costruzioni sono aperte ai visitatori e mostrano la grande varietà della vita svedese, dalla Skogaholm Manor, una casa padronale costruita nel 1680, alle fattorie Älvros del XVI secolo.

## Funicolare di Skansen
Dal 1897, il museo di Skansen è servito dalla "Skansens Bergbana", una funicolare sul lato nord-ovest della collina di Skansen. La funiculare è lunga 196.4 metri, con un dislivello totale di 34.57 metri.

## Allsång på Skansen
Dall'estate del 1935, si tiene ogni anno l'Allsång på Skansen, un evento musicale che si svolge tra fine giugno e metà agosto che vede decine tra gli artisti musicali più popolari nel Paese esibirsi davanti al pubblico. Dal 1979, inoltre, l'evento viene trasmesso in diretta dalla SVT (la corrispondente svedese della Rai). Dall'edizione del 2023, la conduzione è affidata a Pernilla Wahlgren.

## Custodi di Skansen
| Anno      | Custode              |
| --------- | -------------------- |
| 1891-1901 | Artur Hazelius       |
| 1901-1905 | Gunnar Hazelius      |
| 1905-1912 | Bernhard Salin       |
| 1913-1928 | Gustaf Upmark        |
| 1929-1955 | Andreas Lindblom     |
| 1956-1968 | Gösta Berg           |
| 1969-1982 | Nils Erik Baehrendtz |
| 1982-1991 | Eva Nordenson        |
| 1992-1994 | Hans Alfredson       |
| 1995-2005 | Anna-Greta Leijon    |
| 2005-     | John Brattmyhr       |